# 岡山県道377号山口押撫線
岡山県道377号山口押撫線（おかやまけんどう377ごう やまぐちおしなでせん）は、岡山県笠岡市を通る一般県道である。

## 概要
笠岡市のうち、山口地内と押撫地内とを結ぶ。
山口地内を起点としているものの、広域営農団地農道備南地区北幹線（通称・備南街道北線）を整備するために、新賀地内（岡山県道48号笠岡美星線、岡山県道168号新賀小坂東線 交点）から東大戸地内（岡山県道34号笠岡井原線 交点）にかけて既存道路の本県道が活用され、それに伴う整備で新道設置と経路変更が行われたことで、事実上の起点は新賀地内となっている。また、押撫地内を終点としているもの、終点付近で並行していた笠岡市道を拡幅およびショートカットするかたちで新道設置が行われ、事実上の終点は篠坂地内（岡山県道3号井原福山港線交点）となっている。

### 路線データ
- 起点：岡山県笠岡市山口（岡山県道48号笠岡美星線上）
- 終点：岡山県笠岡市押撫（岡山県道3号井原福山港線交点）
- 実延長：8.7 km[注釈 1][1]

## 歴史
徒歩による移動が主流だった時代に、備中国松山（高梁市）に通じていた旧街道（往来）の総称「松山往来」の笠岡湊（笠岡）からの道と、玉島（倉敷市玉島） - 井原（井原市）を結んでいた「玉島井原道」とが交わる新山地区（新賀・山口）より備後国福山（広島県福山市）に通じていた道が原形。そのため、山口押撫線として認定される以前は、岡山県道386号新賀福山線だった。

### 年表
- 1960年（昭和35年）10月10日：岡山県告示第916号により認定。
- 1972年（昭和47年）：この年、現行の県道番号に変更[注釈 2]。
- 2017年（平成29年）4月14日：岡山県告示第251号により篠坂地内で岡山県道3号井原福山港線に接続[4]。
- 2024年（令和6年）3月29日：岡山県告示第133号により区域変更が行われ、篠坂 - 押撫におけるダブルウェイ区間を新道経由に一本化[5][6]。

## 路線状況
広域農営農団地農道備南地区北幹線（通称・備南街道北線）の一部として活用されている区間（新賀 - 東大戸）と、それ以外の区間（東大戸 - 押撫）とでは路線の整備状況が異なっている。岡山県道34号笠岡井原線を境として後者の区間では、一部に二輪車までしか通行できないコンクリート舗装の畦道区間（東大戸）が存在し、自動車では全線走破することはできない。

### 重複区間
- 岡山県道48号笠岡美星線（山口〈起点〉 - 新賀）
- 広域農営農団地農道備南地区北幹線（新賀 - 東大戸）
- 岡山県道34号笠岡井原線（東大戸）
- 岡山県道3号井原福山港線（篠坂 - 押撫）

### 並行する旧街道
- 旧長迫道[8]（山口 - 東大戸）
- 旧福山往来（東大戸 - 押撫）：旧鴨方往来（備中浜街道）が整備される以前よりある備中笠岡と備後福山（広島県福山市中心部）を結ぶ道。笠岡へ向けて「笠岡往来」、坪生（福山市坪生町）へ向けて「坪生古道」など、呼称はさまざま。
  - 入田番所跡（入田）：旧備後福山藩が1706年（宝永3年）ごろまで小田郡の大戸村と入田村の境に設けていた番所[9][10]。畳の備後表に必要とされていたイグサ染めに用いる粘土が付近一帯で産出されていたことから、その取り締まりに設けていたとされる[9][10]。

### 通行不能区間
- 東大戸地内の一部（自動車のみ通行不能）

## 地理

### 通過する自治体
- 岡山県
  - 笠岡市

### 交差する道路
| 交差する道路 | 交差する場所 | 交差する場所                                                                               |
| 現道 | 現道         | 現道                                                                                       |
| --- | ------------ | ------------------------------------------------------------------------------------------ |
| 岡山県道48号笠岡美星線 重複区間起点                                                                                            | 山口         | 起点                                                                                       |
| 岡山県道48号笠岡美星線 重複区間終点 岡山県道168号新賀小坂東線 広域農営農団地農道備南地区北幹線 / 広域農道備南街道 重複区間起点 | 新賀         | 事実上の起点                                                                               |
| 岡山県道34号笠岡井原線 重複区間起点 広域農営農団地農道備南地区北幹線 / 農道備南街道 重複区間終点                               | 東大戸       |                                                                                            |
| 岡山県道3号井原福山港線 | 篠坂         | 事実上の終点 【北緯34度32分17.4秒 東経133度27分16.5秒 / 北緯34.538167度 東経133.454583度】 |
| 岡山県道3号井原福山港線 | 押撫         | 終点                                                                                       |

### 沿線
- 笠岡市井笠鉄道記念館（山口）
- 岡山西ゴルフ倶楽部（井原市門田町[注釈 3]）
- 笠岡中央内陸工業団地（みの越）
- きのこエスポアール病院（東大戸）
- 山陽自動車道 篠坂PA（篠坂[注釈 4]）
- 笠岡市立陶山小学校（押撫）